# Krutoi
Krutoi (ryska: Крутой) är en by i Rostov oblast precis norr om Tsmljansk och bara en kilometer sydost om Volgodonsks flygplats. Krutoi har 829 invånare vid folkräkning år 2010 och har elva olika gator i byn.